# Sibon argus
Sibon argus är en ormart som beskrevs av Cope 1876. Sibon argus ingår i släktet Sibon och familjen snokar.
Inga underarter finns listade i Catalogue of Life.
Ormen förekommer i Costa Rica och västra Panama. Honor lägger ägg. Arten lever i låglandet och i kulliga regioner mellan 15 och 850 meter över havet. Den vistas i fuktiga skogar.
Beståndet påverkas av landskapsförändringar. Hela populationen anses fortfarande vara stabil. IUCN listar arten som livskraftig (LC).